# Live Sessions at Mosh
Live Sessions at Mosh é um álbum instrumental do guitarrista Tony Babalu, gravado ao vivo no Mosh Studios (São Paulo/SP) e lançado em 2014 pela Amellis Records, com distribuição da Tratore.

## Concepção e gravação
O processo de gravação, feito de forma analógica, ocorreu durante dois dias em dezembro de 2012 e foi elaborado e produzido de forma a garantir todos os elementos de uma apresentação ao vivo, sem overdubs ou emendas. O resultado é um álbum com seis longos temas repletos de improvisações, diálogos e experimentações diversas calcadas em influências de rock, blues, baladas e grooves, que por sua vez remetem às formações individuais de cada músico e em que se destacam diferentes nuances de dinâmica e sutileza. 
A atmosfera especial e cheia de adrenalina que envolve o processo de captação e registro da obra pode ser conferida no vídeo-bônus que acompanha o CD físico, filmado durante a execução da faixa de abertura, Valsa à Paulistana, e recentemente disponibilizado no YouTube oficial do artista. 
A banda recrutada por Tony Babalu para o projeto conta com os experientes Franklin Paolillo na bateria, Adriano Augusto nos teclados e Leandro Gusman no contrabaixo.

## Faixas
| N.º            | Título               | Duração |  |
| 1.             | "Valsa à Paulistana" | 8:52    |  |
| 2.             | "Pompeia's Groove"   | 4:58    |  |
| 3.             | "Suzi"               | 9:00    |  |
| 4.             | "Brazilian Blues"    | 11:49   |  |
| 5.             | "Halley 86"          | 8:57    |  |
| 6.             | "Vecchione Brothers" | 4:19    |  |
| Duração total: | Duração total:       | 47:55   |  |

## Ficha técnica
Músicos
- Tony Babalu: composição, guitarra, direção geral
- Franklin Paolillo: bateria
- Adriano Augusto: teclados
- Leandro Gusman: contrabaixo

Estúdio 
- Alex Angeloni: captação e mixagem
- Ruy Galisi Jr.: assistente (estúdio)
- Walter Lima: masterização

Clipe Valsa à Paulistana
- Karen Holtz: câmera
- Osmar Santos Jr.: câmera
- Marina Abramowicz: câmera e edição de vídeo